# Honky-tonk
Honky tonk è un genere musicale derivato dal ragtime.
Nell'honky tonk appare un sorta di "appello nostalgico", che è l'aspetto in qualche modo rivoluzionario che i revivalisti della West Coast avevano messo in rilievo nella loro musica. Per loro questo nuovo ragtime rappresentava un radicale allontanamento dalla futilità dello show-biz. Avevano abbracciato questo vecchio sound di colore nella ribellione poiché risultava per sua natura una musica di protesta, o quantomeno un mezzo di espressione personale. Ma il nuovo ragtime sorto negli anni Cinquanta veniva a essere un vero e proprio remake, un’invocazione alla sicurezza del passato e un rifacimento spersonalizzato."

## Etimologia
Il termine Honky tonk ha origini incerte. Si ritiene che derivi da un termine scherzoso, nello slang del Sud e del Mid-west degli Stati Uniti d'America per definire gli sgangherati pianoforti verticali installati comunemente nelle taverne di quelle regioni, e destinati a fine ottocento per servire ai pianisti ragtime.
Nei primi anni del XX secolo il termine indicava spesso taverne e bettole riservate al sottoproletariato di colore (più tardi solitamente definite "juke-joints"). Con l'avvento del proibizionismo con tale termine si indicavano le mescite abusive di alcolici (chiamate "speak-easy"); dopo la fine del proibizionismo si chiamarono così (o con nomi simili come honkatonks, honkey-tonks, tonks o tunks bars), particolarmente in Texas e Oklahoma, anche le taverne (o bar) con annessa pista da ballo, frequentate da avventori bianchi, in genere operai, camionisti o contadini.

## Musica
Fino agli anni quaranta il termine si usava talvolta come sinonimo di ragtime, o degli stili pianistici derivati (stride, barrel house). Honky-tonk sound ancora oggi fa riferimento alla sonorità leggera e metallica tipica dei pianoforti verticali.
Sul calar degli anni Settanta la maggior parte dei sofisticati amanti del ragtime si indirizzava al ragtime sdolcinato proprio di quel periodo. Alla luce di ciò è opportuno dare una valutazione più esatta di quel tipo di 'honk tonk': sarebbe futile tentare di trovarvi qualche messaggio impegnato; tuttavia, vi sono alcuni punti su cui riflettere. La musica era vivace, ben composta e, in taluni casi, molto originale. Erano presenti tracce del precedente stile pianistico ‘back-room’, ma le prime significative registrazioni del genere sembrano già essere contenute in un album prodotto dall'etichetta Capitol nel 1940, con il titolo Honky-Tonk Piano.
Negli anni quaranta il declino delle big band di Western swing obbligò quei musicisti a ripiegare su formazioni più modeste (caratterizzate dal suono del pianoforte, da cui il riutilizzo del termine), sviluppando uno stile che pur non ottenendo i consensi del country ortodosso ebbe un ampio seguito di pubblico fino agli anni sessanta.
Numerosi esponenti di spicco della musica Country iniziarono la loro carriera nell'ambito Honky-tonk, da Hank Williams a Merle Haggard.
Infatti l’intera America accolse con successo il ritorno dell'honky-tonk ed era soddisfatta per tale invenzione. Basti dire che in un anno o quasi uno dei ‘professori’, Lou Buch, aveva rilanciato la carriera del suo alter ego, Joe “Fingers” Carr, con l’incisione di un brano originale, Ivory Rag, che riscosse un buon successo anche a livello internazionale, soprattutto in Germania e Svizzera.